# Malenza
Malenza är en ort i Montenegro. Den ligger i den centrala delen av landet. Malenza ligger 178 meter över havet och antalet invånare är 152.
Terrängen runt Malenza är kuperad åt sydväst, men åt nordost är den platt. Närmaste större samhälle är Podgorica, 15,5 km öster om Malenza. Omgivningarna runt Malenza är en mosaik av jordbruksmark och naturlig växtlighet.